# سان جرمانو ورچلزه
سان جرمانو ورچلزه (به ایتالیایی: San Germano Vercellese) یک کومونه در ایتالیا است که در استان ورسلی واقع شده‌است. سان جرمانو ورچلزه ۳۰٫۷ کیلومتر مربع مساحت و ۱٬۷۸۴ نفر جمعیت دارد و ۱۶۱ متر بالاتر از سطح دریا واقع شده‌است.